# 平野陽三
平野陽三（日语：／ Hirano Yōzō；1985年10月12日—）是一位来自日本的航天参与者，出生于日本爱媛县今治市。平野洋三从京都府立大學毕业后，加入了前泽友作創辦的Zozo, Ltd.。2021年，他與前泽友作一同乘坐联盟MS-20前往國際空間站。